# NGC 6403
NGC 6403 је лентикуларна галаксија у сазвежђу Паун која се налази на NGC листи објеката дубоког неба.
Деклинација објекта је - 61° 40' 55" а ректасцензија 17h 43m 23,6s. Привидна величина (магнитуда) објекта NGC 6403 износи 13,3 а фотографска магнитуда 14,3. NGC 6403 је још познат и под ознакама ESO 139-19, PGC 60750.